# Oudong
Oudong (em khmer: ឧដុង្គ) (também romanizado como Udong ou Odong) é uma cidade no Camboja, situada na parte noroeste da província de Kampong Speu. A cidade está localizada no sopé da montanha Phnom Udong, a cerca de 40 km a noroeste da capital, Phnom Penh. Os templos estão localizados na montanha, que vai do sudeste ao nordeste. Oudong é uma necrópole monumental da realeza para os últimos reis do Camboja.

## História
Oudong foi fundada pelo rei Srei Soryapor, também conhecido como Barom Reachea IV, em 1601, após o abandono de Longvek. Sob o reinado de Ang Duong (1841-1850), recebeu a construção de canais, terraços e pontes. Oudong foi posteriormente abandonada pelo rei Norodom I em 1866. em favor de Phnom Penh. Em 1977, o Khmer Vermelho destruiu muitos dos templos restantes, monumentos e estruturas religiosas na área.